# Захаров, Григорий Павлович
Григо́рий Па́влович Заха́ров (5 февраля 1914, пос. Боровое, ст. Щучинская, Кокчетавский уезд, Акмолинская область, Российская империя — 6 января 1995, Санкт-Петербург, Россия) — доктор военных наук, профессор, заслуженный деятель науки и техники Российской Федерации.

## Биография

### Довоенный период
Родился 5 февраля 1914 года в посёлке Боровое станицы Щучинской Кокчетавского уезда Акмолинской области Российской империи в семье крестьянина.
Среднее образование получил в 1928 году и затем продолжил обучение в Свердловском техникуме связи, где после окончания его в 1932 году становится преподавателем.
В 1940 году имеет звание младшего лейтенанта.

### Великая Отечественная война
В период Великой Отечественной войны исполнял обязанности помощника, а затем начальника связи 170-й стрелковой дивизии, а с августа 1941 года — помощника и затем заместителя начальника связи общевойсковой армии. Полученная в 1941 году тяжелая контузия лишь ненадолго вывела Захарова из строя и, вскоре после выздоровления, он снова продолжает службу и принимает участие в боевых действиях.
В апреле 1943 года, в звании майора, назначается начальником связи 1-й танковой армии, в составе которой участвует в войне вплоть до её завершения.

### Послевоенная деятельность

##### Военная академия связи
С 1947 года, после окончания Военной академии связи и по 1971 год Захаров Г. П. ведёт активную научно-исследовательскую работу в стенах этой академии. Так, в декабре 1954 года им была организована проблемная лаборатория — военно-научная группа, которой он руководил до 1971 года. Он разошелся во взглядах с начальником Войск связи и был уволен в звании генерала и отлучён от официальной деятельности в работах по совершенствованию связи в Вооруженных Силах.

##### НИИЭТУ (ЛНПО «Красная Заря»)

###### Начало работы
В НИИ ЭТУ Захаров Г. П. поступил на должность ведущего инженера в сектор Ткача Константина Ивановича. Затем, после создания ЛНПО «Красная Заря», он организовал отдел «Математического моделирования сетей и систем связи», которым руководил по 1993 год. Короткий период он возглавлял Отделение — более крупное подразделение. В приватной беседе Григорий Павлович сообщил, что его устраивает должность начальника отдела.
При этом он фактически, и практически, руководил всей научной работой в объединении, являясь председателем Учёного совета, где происходила защита кандидатских и докторских диссертаций.
Выезжая в Министерство промышленности средств связи СССР, Захаров Г. П. выполнял поручения министра по написанию коротких докладов на 1-2 странички на основании анализа одного-двух томов материалов. Эти тома ему были нужны в малой степени, поскольку он полностью был в курсе развития мировой и отечественной науки и техники. На его столе всегда лежала стопка реферативных журналов, которые он просматривал достаточно быстро, владея техникой партитурного чтения. Фактически выполняя обязанности главного редактора журнала «Техника средств связи», серия «Проводная связь», он лично просматривал все поступающие статьи, вносил 5-10 собственных правок и лишь затем отправлял статью на отзыв и редактирование специалистам. Благодаря этому журнал отличался высоким качеством публикаций.
Вспоминает один из составителей данной статьи:
Бывшего генерального директора Смирнова Н. Г. он частенько спрашивал: «Николай Георгиевич, почему вы не любите ездить в Москву?». Все могли наблюдать как он звонил по телефону в московскую гостиницу, произносил: «Генерал Захаров говорит. Забронируйте мне пожалуйста номер на завтра с 5 часов…». С утра ходил по поручениям генерального директора, Министра, начальника 11 главного управления, затем отдых и отъезд на «Красной стреле».

###### Коммутация пакетов
По-видимому, уже с 1974 года он проявил себя сторонником пакетной коммутации для совместной передачи речи и данных (современные модификации — IP-Телефония и широкополосный Интернет), в противовес сторонникам коммутации каналов (TDM). Пионерские научные работы (НИР) в этом направлении проводились в ЛНПО с 1978 года под руководством Начальника сектора к.т.н Заборова Владимира Танхелевича.
Некоторые аспекты аппаратной и программной реализации коммутаторов пакетов выполнялись также и другими специалистами НИИЭТУ, например, сектором Мещерякова Сергея Пантелеевича, ставшего впоследствии генеральным директором АО НПП «Радуга». Работы тогда были начаты и проводились под руководством замечательного специалиста и начальника одного из отделений НИИЭТУ Антошевского.

###### Широкополосная ЦСИО
В 1993 году Захаров Г. П. решил возглавить работы по созданию техники (микросхем) для построения Широкополосных ISDN-сетей (B-ISDN) на основе технологии ATM.
В результате Захаров Г. П. возглавил подразделение по разработке Широкополосных цифровых сетей интегрального обслуживания (Ш-ЦСИО) в АО НПП «Радуга», где и проработал до последнего дня.
В рамках этих работ ученик Г. П. Захарова, аспирант Разживин Игорь Александрович, на основе анализа передовых зарубежных систем разработал концепцию построения Центра быстрой коммутации пакетов (ЦБКП) и блок-схему коммутационного элемента (КЭ) для коммутационного поля ЦБКП. Под техническим руководством Разживина И. А. специалист организации «Вектор» Яцунов Ю. И. разработал принципиальную схему КЭ на универсальных элементах малой степени интеграции, выпускавшихся в то время большими сериями отечественной промышленностью, для двоичного самомаршрутизирующего баньянного коммутационного поля ЦБКП. Эта схема послужила прототипом для создания КЭ в виде одной специализированной СБИС (ASIC), которую реализовали московские специалисты ФГУП «НИИМА Прогресс» в 1994 году. Была выпущена опытная партия из 10 штук СБИС, что позволяло построить коммутационное поле для проведения тестовых испытаний. Выполнение этой задачи поручили начальнику одного из отделов АО НПП «Радуга» Капустину Владимиру Ильичу, под непосредственным руководством которого работал Разживин И. А.
В 1994 году Григорий Павлович выехал, без подготовки на местном уровне, для переговоров в ЦБ РФ, где ему отказали в очень резкой форме, показав на зарубежный прототип: «Нечего, мол, России заниматься микросхемами» (СБИС). Не то было время. Таким образом, коммутационное поле на КЭ Разживина И. А. реализовано не было, и дальнейшая разработка и реализация СБИС в рамках проекта Захарова более не производилась. Работы ограничились одной практической НИР, выпуском опытной партии СБИС, и рядом теоретических НИР и статей.
ЦБ РФ в 1995 году разработал концепцию создания ЕТКБС с использованием цифровых каналов на скоростях 64-96 Кбит/с. Интегральная сеть была построена на принципах, примерно соответствующих принципам предложенным в 1981 году группой под руководством к.т. н. [s44.radikal.ru/i105/1004/c1/a200341cf38e.jpg Амосова Альберта Александровича]. Об этих статьях сообщалось в РЖ «Электросвязь», они были напечатаны в журнале «Техника Средств Связи», серия «Проводная связь». Информацию о проводимых работах можно найти в материалах отраслевых конференций. З. опубликовано около 50 научных трудов.

### Оценка службы и работы правительством
Многогранная и плодотворная научная деятельность Захарова Г. П., его заслуги в годы Великой Отечественной войны, труд в деле подготовки военных и научных кадров были высоко отмечены правительством: награждён 25 правительственными наградами — орденом Красного Знамени (08.05.1944), тремя орденами Орден Отечественной войны I степени (27.04.1945, 11.05.1945, 06.11.1985) и орденом Отечественной войны II степени (20.08.1943), двумя орденами Красной Звезды (28.08.1942, 26.10.1955) и 18 медалями, в том числе медалями «За победу над Германией в Великой Отечественной войне 1941—1945 гг.» (09.05.1945), «За взятие Берлина» (09.06.1945), «За боевые заслуги» (15.11.1950), а также юбилейной медалью «50 лет ВАК» и знаком «Почётный радист».
Скончался 6 января 1995 года, похоронен на Серафимовском кладбище с воинскими почестями.

## Вспоминая Г.П
О научной работе Г. П. Захарова Санкт-Петербургским телевидением был снят документальный фильм, при организационном участии сына Григория Павловича, контр-адмирала и учёного-кораблестроителя И. Г. Захарова. В этом фильме, помимо прочего, сослуживцы и друзья Григория Павловича — Симонов М. В., Ревельс Г. П., Суховилов К. К., Вадэк Ю. П., Гром В. П., Капустин В. И., Разживин И. А., и другие, собравшись в кабинете Григория Павловича в АО «НПП Радуга» на Кантемировской улице, дом 12, делятся воспоминаниями о нём. Фильм был показан по каналу Санкт-Петербургского телевидения в 1995 году.

## Основные публикации
- Захаров Г.П. Методы исследования сетей передачи данных. — М.: Радио и связь, 1982. — 208 с.
- Захаров Г.П., Симонов М.В., Яновский Г. Г. Службы и архитектура широкополосных цифровых сетей интегрального обслуживания. — М., 1993. — Т. 41.